# Bothriomyrmex adriacus
Bothriomyrmex adriacus é uma espécie de inseto do gênero Bothriomyrmex, pertencente à família Formicidae.